# ابن ناهوج اسکافی
ابوالبدر حسن بن علی اسکافی شهرت‌یافته به ابن ناهوج اسکافی (۱۱۳۵-۱۲۰۰م) ادیب و کاتب عربی در سدهٔ ششم هجری بود.
از مقام‌داران بالای دیوان انشاء (به‌عربی: مُتَصرّف) در بغداد به‌شمار می‌رفت. شعر غزلی سرود که شوق به سرزمین‌های حجاز موضوع آن است، در ترسّل نوآور بود، نوشته‌هایی نیکو از او در ادبیات و نحو به‌جای مانده است.

## زندگی
ابن ناهوج در ۱۱۳۵م/۵۲۹ق به بغداد زاده شد؛ در محلهٔ باب‌الأزح در شرق بغداد. اصالتاً از اسکاف، از نواحی نهروان، نزدیکی واسط بود. نحو را نزد ابوالحسن بن خشّاب خواند. در ۱۱۷۶م/۵۷۲ق به حج رفت و مجاور مکه شد.
ابن ناهوج در ولایت‌های گوناگون جابجا می‌شد. در رمضان ۵۸۶ق، در دیوان ناصر، خلیفهٔ عباسی، سِمَتِ مُشرف به او داده شد. دو سال بعد عزل شد. در سال ۵۸۹ق دوباره به حج رفت و مدتی مجاور شد. سپس به شام رفت و ساکن حلب شد. در جمادی‌الثانی ۵۹۲ق به مصر کوچید. میان او و قاضی الفاضل مراسلات (نامه‌نگاری ادبی) جریان داشت.
ابن ناهوج در مصر در رمضان ۵۹۶ق/ژوئیه ۱۲۰۰م درگذشت.